# Шарлотта Бірч-Пфейфер
Шарлотта Бірх-Пфейфер (нім. Charlotte Birch-Pfeiffer; 23 червня 1800, Штутгарт — 25 серпня 1868, Берлін) — німецька актриса і драматична письменниця, режисерка та авторка понад 100 вистав і лібрето.

## Життєпис
Шарлотта Пфейфер народилася 23 червня 1800 року в місті Штутгарт в родині чиновника Фердинанда Фрідріха і Джоан Пфейфер. ЇЇ батько був засуджений у Відні в 1805 році до тривалого ув'язнення у фортеці за явні пронімецькі настрої, однак, вже наступного року, на особисте прохання баварського короля Максиміліана I, був відпущений на свободу, після чого родина Пфейерів переїхала до Мюнхена.
У тринадцятирічному віці вона вступила на придворну сцену і розвинула свій талант під керівництвом Цуккаріні. Успішно виступаючи в ролях трагічних коханок у Мюнхені та своїх артистичних подорожах Німеччиною мала значну підтримку глядачів.
У 1825 році Шарлотта Бірх-Пфейфер одружилась з доктором Крістіаном Бірхом — автором біографічного твору «Ludwig Philipp der Erste, der König Franzosen» (3-й том, Штутгарт, 1841—1843; 3-тє вид. 1851).
Потім, уклавши договір з театром Ан дер Він, який очолював Карл Карл, вона здійснила цілий ряд артистичних поїздок і гастролювала в Амстердамі, Будапешті та Санкт-Петербурзі.
У 1837 році Шарлотта Бірх-Пфейфер взяла на себе управління цюрихським театром Stadttheater, маючи намір разом із Зейдельманом зробити його «школою-розсадником» для німецької сцени загалом.

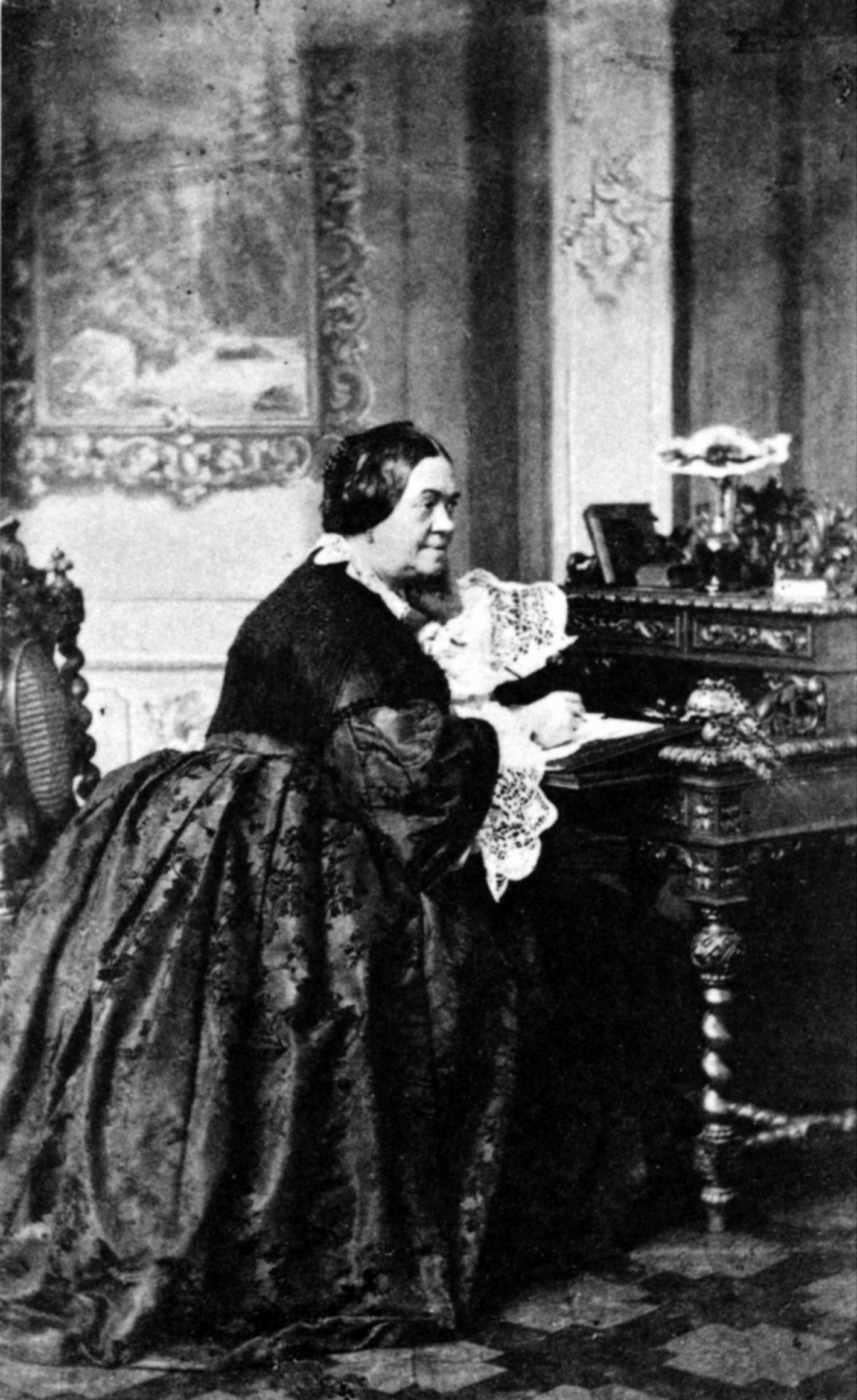
1850 рік

У 1843 році Шарлотта Бірх-Пфейфер залишила Цюрих і після гастрольного туру містами Німеччини отримала в 1844 році запрошення на королівське сцену в Берліні, і залишалася в столиці до самої кончини 25 серпня 1868 року.
24 лютого 2013 року в Театрі Сток у Цюриху Шарлотті Бірх-Пфайфер була присвячена вистава про її життя Бірзи-Пфайффера.

Наприкінці XIX — на початку XX століття на сторінках «Енциклопедичного словника Брокгауза і Єфрона» про неї були написані такі рядки:

У своїх драматичних творах, здебільшого сентиментального характеру, вона з великим умінням пристосувалась до смаків публіки і продемонструвала ефективне знайомство зі сценічними ефектами. З її вистав удостоїлися хорошого прийому «Pfefferrosel» (Відень, 1833); «Hinko», що мала прем'єру в 1828 році; «Die Günstlinge», «Der Glö ckner von Notre Dame» (за «Notre-Dame de Paris» Віктора Гюго); «Rubens in Madrid» (Цюрих, 1839); «Dorf und Stadt» (1848, за «Frau Proffessorin» Ауербаха); «Die Marquise von Vilette» (1845); Б. випробувала свої сили і в сфері опери та роману. Чимало її вистав і тепер приваблюють публіку.
«Gesammelte dramatischen Werke», що були написані письменницею, надрукували 23-ма томами (Лейпциг, 1863—1880), її «Gesammelte Novellen und Erzählungen» видані трьома томами (Лейпциг, 1862—1865).
Її донька Вільгельміна фон Гіллерн також здобула популярність на літературному терені, як авторка романів.

### Інтерпретації драматичних творів
- Anna von Österreich (nach Alexandre Dumas)
- Dorf und Stadt (nach Бертольд Auerbachs Die Frau Professorin)
- Der Glöckner von Notre Dame (nach Victor Hugo)
- Die Grille (nach George Sand)
- Herma oder der Sohn der Rache (nach Carl Franz van der Veldes Der böhmische Mägdekrieg).
- Der Herr Studiosus (nach Levin Schücking)
- Hinko (nach Ludwig Storchs Freiknecht)
- Mutter und Sohn (nach Fredrika Bremer «Die Nachbarn»), 1844
- Nacht und Morgen (nach Edward Bulwer-Lytton, 1. Baron Lytton)
- Pfeffer-Rösel oder die Frankfurter Messe (nach Wilhelm Asmus Dörings Sonnenberg).
- Steffen Langer aus Glogau oder Der holländische Kamin
- Die Waise aus Lowood (nach Charlotte Brontë)
- Die Frau in Weiß (nach Wilkie Collins)

### Власні вистави
- Der Goldbauer
- Iffland
- In der Heimat
- Kind des Glücks
- Der Leiermann und sein Pflegekind
- Thomas Thyrnau
- Wie man Häuser baut

### Лібрето
- Die Großfürstin' (Musik: Friedrich von Flotow)
- La Réole. Oper in 3 Akten (Musik: Gustav Schmitt)
- Santa Chiara. Romantische Oper (Musik: Herzog Ernst II.)

### Оповідання
- Die Hand des Herrn
- Metta, Sophronia und Eugenia
- Trudchen
- Der Rubin
- Die todte Braut und die erste Liebe